# IC 4959
IC 4959 је ознака објекта на координатама са ректансцензијом 20h 10m 57,0s и деклинацијом - 53° 5" 24'. Открио га је Делајл Стјуарт, 1899. године. Каснијим посматрањима на том положају није уочен никакав астрономски објекат.